# Sloboda d'Alexandrov
La Sloboda d'Alexandrov ou l'Alexandrovskaïa Sloboda ou le Kremlin d'Alexandrov (en russe : Алекса́ндровская слобода ou Александрова слобода) est une ancienne citadelle russe (au début un posad puis une sloboda), actuellement partie de la ville d'Alexandrov dans l'Oblast de Vladimir.

## Histoire
La dénomination "sloboda" d'Alexandrov est connue depuis le XVe siècle. À partir de 1505, la sloboda sert de résidence de campagne au grand-prince Vassili III, puis de 1564 à 1581 c'est la résidence du tsar Ivan le Terrible, de facto la capitale du pays, le centre de son opritchnina.
La cathédrale de la Trinité et l'église de l'Intercession sont alors, au XVIe siècle, dans l'enceinte du palais d'Ivan le Terrible. Ce dernier, fatigué de vivre dans une atmosphère de soupçon et d'intrigue à Moscou, décide en 1564 de s'isoler et crée ce domaine réservé, cette opritchina où il s'installe avec ses proches. Il y restera dix-sept ans. Il y exerce un pouvoir absolu : il condamne, confisque, exécute. Plus il pèche, plus ses actes de repentir sont publics et spectaculaires. La sloboda devient alors une "cité impitoyable". C'est de là qu'il va accomplir des razzias destructrice à l'intérieur de son propre royaume. Il rapporte dans son palais d'énormes butins.
La vie dans la sloboda prend la forme d'une communauté monastique particulière. Les opritchniki de la garde personnelle du tsar portaient des frocs et des capuchons de moine et se définissaient comme tels. Leur higoumène était le tsar en personne .
Ce n'est qu'en 1581, après avoir tué le tsarévitch dans un accès de fureur qu'Ivan le Terrible retourne à Moscou.
Plus tard, en 1651, est construit le monastère pour femmes appelé de la Dormition. En 1664, les moniales y sont déjà une cinquantaine,.
Dans Alexandrov se trouvait également un des haras nationaux. Quant à Pierre Ier le Grand il passait avec son Potechnye voïska (armée-jouet) à Alexandrov pour entrainer celle-ci dans la région proche du lieu-dit des " monts allemands ".

## Architecture

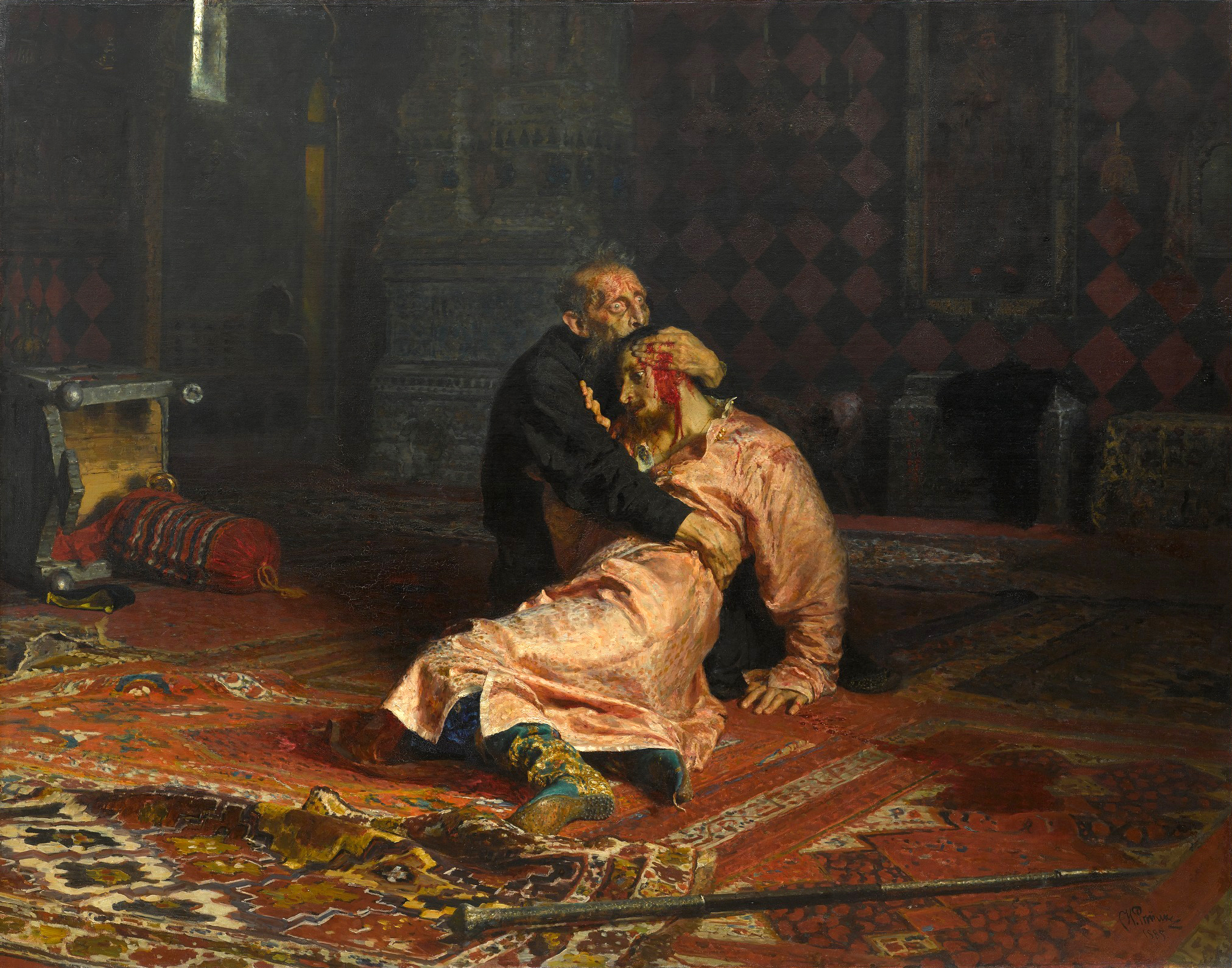
Ivan le Terrible tue son fils en 1581 par Ilia Repine

La sloboda d'Alexandrov est connue depuis le milieu du XIVe siècle. Au début du XVIe siècle, le 11 décembre 1513, c'est ici qu'est construit le palais de campagne du grand prince Vassili III, où il vient avec sa famille et sa cour.
En 1513 est consacrée la cathédrale de l'Intercession. Ce nom sera modifié plus tard en cathédrale de la Trinité. De nos jours elle apparaît une peu différente de ce qu'elle était au XVIe siècle : quelques modifications architecturales sont en effet plus récentes, comme la forme des fenêtres agrandies. Mais dans l'ensemble peu a changé. L'historien de l'architecture V. V. Kavelmakher qui a effectué des recherches à Alexandrov durant vingt ans écrit : « La cathédrale de l'Intercession est un édifice remarquable, prodigieux pour l'histoire de notre architecture ».

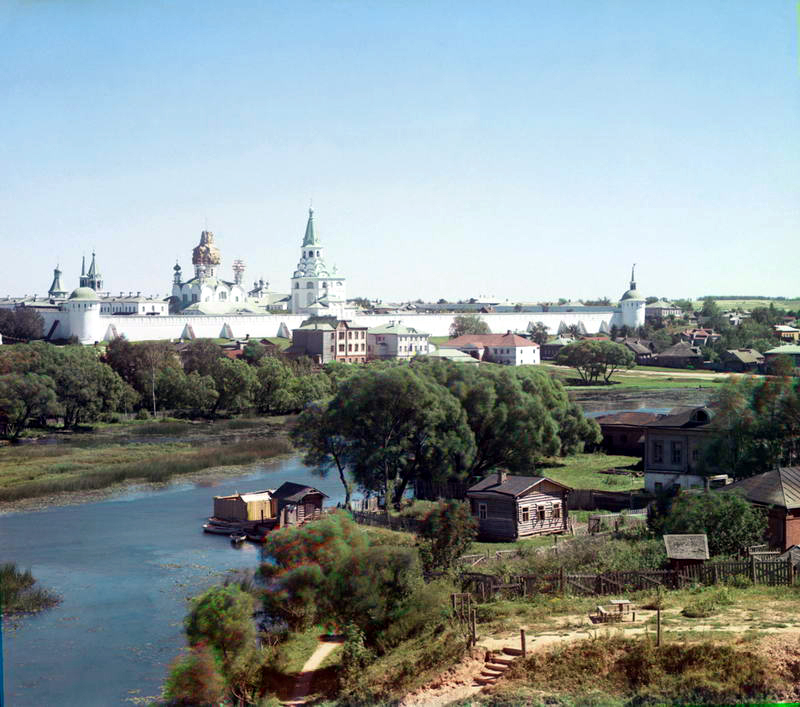
Le kremlin d'Alexandrov par Sergueï Prokoudine-Gorski, photo de 1911.

C'est de la Cathédrale Sainte-Sophie de Novgorod qu'Ivan le Terrible ramena lors du pillage de cette ville de Veliki Novgorod en 1570, la porte sud du promenoir de la Cathédrale de la Trinité qui datait de 1336. Chaque battant est divisé en deux parties verticales et est composé de sept éléments avec des sujets inspirés de la Bible et des Évangiles. La technique employée pour les scènes est exécutée au feu sur cuivre,.
Le portail occidental de la cathédrale de la Trinité est également rapporté par Ivan le Terrible après la destruction par ses troupes de la cathédrale de la Transfiguration de Tver. Elle avait été exécutée dans les années 1344—1358. Cette porte constituée par de grands panneaux carrés, décorés de rosettes à huit pétales de clous est un chef-d'œuvre du fait de la sévérité des articulations et des proportions choisies.
Le kremlin d'Alexandrov va devenir le lieu le plus important de l'époque pour la signature de traités internationaux. Il y avait dans la ville des ambassades d'Angleterre, de Suède, de Crimée, du grand-duché de Lituanie, du Danemark, du Vatican. Depuis 1568 il existait un palais du tsar pour les signatures et une imprimerie.
En 1581 après avoir tué son fils , le tsar Ivan le Terrible quitte la sloboda d'Alexandrov et n'y reviendra plus.

## Monastère de la Dormition
Dans la seconde moitié du XVIIe siècle sur le territoire de la citadelle de la sloboda est construit le monastère de la Dormition. L'église de la Dormition, les murs d'enceinte et les tours de garde sont restaurés. Un ensemble de cellules pour les moniales est ajoutés dans l'enceinte. Le tsar Fédor III, ensemble avec la tsarine Agaphia Grouchetskaïa, font placer dans l'iconostase de l'église du monastère une icône de Saint Fiodor Stratilate et de la sainte-martyre Agatha.
À l'époque soviétique, sur le territoire de l'ancienne forteresse et du couvent est installé un musée. Actuellement le kremlin fait partie du musée-réserve de la "Sloboda d'Alexandrov" et le monastère de la Dormition a repris naissance comme couvent orthodoxe pour femme.
Le 18 mai 2013 la poste a édité un timbre spécial pour le 500e anniversaire du kremlin d'Alexandrov.

## Galerie de photos
| Photo | Nom                                                                | Description |
| ----- | ------------------------------------------------------------------ | --- |
|       | Les murs du Kremlin avec les portes de Novgorod et de Tver         | |
|       | Église de l'Intercession (Alexandrov)                              | (XVI—XVII вв.) — église du Grand-prince accolée au palais                                                                                    |
|       | Église-clocher de la crucifixion                                   | (XVI—XVII вв.). C'est là que se trouvait la cellule monacale de la tsarine Marthe Alekeïevna (1652-1704) fille d'Alexis Ier (tsar de Russie) |
|       | Cathédrale de la Trinité (Alexandrov) (XVI—XVII вв.)               | |
|       | Église de la Dormition                                             | |
|       | Église de la Présentation du Seigneur                              | |
|       | Église du martyr Fiodor Stratilate et corpus de la Transfiguration | (1682, 1858—1890) |
|       | Corpus des cellules                                                | |
|       | Réserve d'eau                                                      | |